# Кинофестиваль в Торонто 2015
40-й Международный кинофестиваль в Торонто прошёл с 10 сентября по 20 сентября 2015 года. Главный приз фестиваля, People’s Choice Award, получила картина «Комната» Леонарда Абрахамсона.
28 июля 2015 года было объявлено о первом блоке фильмов, включённых в фестивальную программу. Фильмом премьеры стало «Разрушение» канадского режиссёра Жан-Марка Валле с Джейком Джилленхолом и Наоми Уоттс. В 2015 году в программу были включены две новые секции — «Платформа» и «Прайм-тайм». В секции «Платформа» жюри выбирало лучший из двенадцати фильмов, который должен был получить приз «Платформа» в размере 25 000 канадских долларов. Для работы в жюри этой секции были приглашены кинорежиссеры Клэр Дени, Цзя Чжанкэ и Агнешка Холланд. В прайм-тайм проводились публичные показы шести высококачественных телевизионных программ, на которых были организованы сессии вопросов зрителей, на которые отвечали создатели шоу. 11 августа 2015 года были объявлены составы участников для секций TIFF Docs, Vanguard, Midnight Madness и Masters. На 18 августа в программу фестиваля было включено более 100 фильмов. Новая платформа под названием In Conversation заменила раздел Maverick.
По данным организаторов, TIFF-2015 показал рекордно высокую посещаемость в отрасли — 5450 делегатов из 80 стран, что было на 7% больше, чем на TIFF-2014.

## Награды
| Премия                                               | Фильм          | Режиссёр            |
| ---------------------------------------------------- | -------------- | ------------------- |
| Приз зрительских симпатий                            | Комната        | Леонард Абрахамсон  |
| Приз зрительских симпатий (документальный фильм)     | Зима в огне    | Евгений Афинеевский |
| Приз зрительских симпатий (полуночное безумие)       | Хардкор        | Илья Найшуллер      |
| Лучший канадский художественный фильм                | Монстр в шкафу | Стивен Данн         |
| Лучший канадский короткометражный фильм              | Overpass       | Патрис Лалиберте    |
| Лучший канадский первый художественный фильм (дебют) | Спящий гигант  | Эндрю Чивидино      |
| FIPRESCI Discovery                                   | Ева Нова       | Марко Шкоп          |
| FIPRESCI Special Presentations                       | Пустыня        | Хонас Куарон        |